# ازناوله (ملایر)
ازناوله (ملایر)، روستایی از توابع بخش مرکزی شهرستان ملایر در استان همدان ایران است. این روستا در محدوده جنوب شرقی شهر ملایر و به فاصله ۱۰ کیلومتر از شهر قرار دارد.
روستای ازناوله شامل باغ‌های انگور و گردو و آلبالو و هلو و… می‌باشد.

## جمعیت
این روستا در دهستان موزاران قرار دارد و براساس سرشماری مرکز آمار ایران در سال ۱۳۹۵، جمعیت آن ۵۷۹ نفر (۱۸۴ خانوار) بوده است.
خانواده هایی که در روستا ساکن هستند شامل خانواده های گلشیری،شیدا،نعمتی،رشیدی،
بادبره،غیاثوند،قاسمی،احمدی،خلیلی،دشتی،دهقان،لطفی،
امینی،بیکجانی،رستمی،اکبری،
حسینی،بختیاری،لعلیان،خانلری،امیری،قربانی،مهرابی،منصوری و نصیری و...می باشند.
مردم ازناوله بسیار خونگرم و مهمان نواز هستند و در کنار همدیگر با صلح و صفا و صمیمیت
زندگی میکنند.

## گردشگری

### جاذبه‌های تاریخی و گردشگری
این قلعه در بین اهالی معروف به قلعه قاسم خانی می‌باشد و قدمت بنا به اواخر دوران قاجاریه و معماری آن مشابه سایر قلعه‌های مرسوم در منطقه ملایر و همدان از خشت خام و گل ساخته شده است قدمت این قلعه‌ها چیزی حدود ۲۰۰ یا ۲۵۰ سال می‌باشد، این بنای تاریخی دارای کاربری مسکونی و حکومتی برای خوانین محلی بود و در سال ۱۳۸۵ در لیست آثار ملی سازمان میراث فرهنگی کشور به ثبت رسیده است.
روستای ازناوله به خاطر عبور رودخانه از پایین روستا که یک حاشیه ی سبز از درختان صنوبر یا راجی و گردو و بید ایجاد کرده یک چشم انداز بی نظیر و زیبا را در روستا ایجاد کرده است، به نحوی که چنین طبیعت زیبایی در روستاهای ملایر مانندی ندارد،به طوری که هر تازه واردی را محو تماشای سرسبزی و طبیعیت زیبای روستا میکند.
همچنین بافت سنتی برخی خانه های  روستا ظرفیت خوبی را برای بومگردی و جذب گردشگر 
ایجاد کرده است.